# 218 (număr)
218 (două sute optsprezece) este numărul natural care urmează după 217 și precede pe 219 într-un șir crescător de numere naturale.

## În matematică
218:
- Este un număr compus și deficient.[1]
- Este un număr semiprim, fiind produsul a două numere prime: 218 = 2 x 109.[2][3]
- Este un număr Erdős-Woods[4][5]
- Este un număr nontotient și un număr noncototient în același timp.[6]
- Valoarea funcției Mertens M(218) este 3, un număr extrem de mare pentru această funcție.[7]
- Este un număr odios.
- Este un număr palindromic în baza de numerație 9 (262).
- Este numărul de grafuri orientate cu 4 noduri.
- Face parte din următoarele triplete pitagorice: (120, 182, 218), (218, 11880, 11882).

## În știință

### În astronomie
- Obiectul NGC 218 din New General Catalogue este o galaxie spirală din constelația Andromeda.
- 218 Bianca este un asteroid din centura principală.
- 218P/LINEAR este o cometă periodică din sistemul nostru solar.

## În alte domenii
218 se poate referi la: